# Антипины (отшельники)
Антипины — семья отшельников, с 1982 по 2002 год проживших в глухой тайге в Иркутской области. Инициатором отшельничества был Виктор Антипин (Марцинкевич), бывший геолог, который уговорил свою пятнадцатилетнюю падчерицу Анну Антипину (Третьякову) уйти из цивилизации. Они прошли сотни километров, у них родилось шестеро детей, четверо из которых выжили. В конце концов жена Виктора Анна с детьми вышли к людям, а оставшийся в одиночестве Виктор умер через год от голода.

## Концепция Антипина о жизни человека в дикой природе
Виктор Марцинкевич с детства мечтал о возвращении человека в природную среду обитания, что он назвал «эковозвратом». Он считал, что человек должен вернуться в дикую природу и жить в согласии с ней. А создавая и совершенствуя свою цивилизацию, человек губит и самого себя. Всю жизнь он мечтал основать «школу естества», чтобы человечество научилось выживать в естественной среде.
Марцинкевич считал, что для жилья нужно найти чистое и тихое место. Эталоном для него стала страна, которую он называл Факторией, которая однажды ему пригрезилась. В этой стране нет признаков цивилизации. И его дети, выросшие в таких условиях, не будут напичканы пороками общества, не будут пить, курить, материться. Он вывел три заповеди, по которым жила его семья и которые постоянно повторяла:
1. Счастье жизни — в её простоте.
2. Человек, стремись к естеству — будешь здоров.
3. Болезнь — это сигнал к изменению образа жизни.

Марцинкевич считал, что человек должен довольствоваться малым. И брать нужно то, что природа даёт обывателям. Поэтому он не имел огнестрельного оружия, хоть и был хорошим охотником.
Отшельник ещё до ухода в дикую природу знал таёжных отшельников Лыковых. Однако его не устраивали многие черты их жизненного уклада, в частности, их религиозность. «Вера мешает им жить, — говорил он, — сковывает она их, несвободны они. Работать нужно, а не молиться».

## Биография Виктора Марцинкевича до создания семьи
Виктор Гранитович Марцинкевич родился в 1950 году в Смоленске. Его родители — из высокообразованные люди из интеллигентных семей: отец — чиновник областного масштаба, мать — работница библиотеки научного института. Согласно словам Анны, Виктор получил два высших образования в Горьком; он имел познания в астрономии, физике, биологии. С детства он много читал и пришёл к выводу о необходимости человечества жить в дикой природе. С детства мечтал стать лесником. Долгое время Виктор не имел паспорта, так как считал его «унизительной меткой цивилизации».
После учёбы он отправился из Смоленска в Сибирь. На Киренгу с Лены Виктор пришёл тайгой. Он решил объехать всю Сибирь, чтобы изучить её природу и убедиться в её первозданности. Тогда он принял решение стать отшельником, чтобы уйти от болезней, преступности и других пороков и жить, по его словам, «на тёплой земле».

## Биография Анны Третьяковой до создания семьи
Анна Артемьевна Третьякова родилась в 1966 году в селе Коротково в Казачинско-Ленском районе Иркутской области. Её родители работали в леспромхозе, отец был охотником и рыболовом и часто брал Третьякову с собой. Третьякова окончила школу-восьмилетку в деревне Ермаки, затем её родители стали путешествовать по разным районам страны: Брянской области, Красноярскому краю и другим регионам. Там они нередко жили в лесу, добывали живицу, охотились.
С восьми лет Третьякова охотилась на Подкаменной Тунгуске. Уже тогда она умела стрелять из любого ружья, а отец научил её делать петли и силки для мелких животных. Тайга для неё с детства была привычным делом, смыслом жизни. Это стало её основной предпосылкой к жизни вдали от цивилизации.

## Семья
В 1982 году Третьякова переехала со своими родителями на свою малую родину. В том же году Марцинкевич из тайги через Лену явился в деревню Коротково и попросился переночевать в доме матери Третьяковой. Он познакомился с матерью Третьяковой, и для Третьяковой стал отчимом. Позже начались его отношения с Третьяковой, которой в тот момент было 15 лет, тогда как Марцинкевичу — 32 года. Марцинкевич рассказывал Третьяковой сказки об его выдуманной стране Фактории. В этой стране не было признаков цивилизации, а люди жили по законам природы. Третьякова была не против жизни в дикой природе. 
Когда Третьякова забеременела, Марцинкевич предложил ей уйти вдвоём в лес. Своё западное происхождение Марцинкевич скрывал, поэтому он взял себе фамилию бывшей жены и матери его новой гражданской жены — Антипин. По его мнению, такая фамилия лучше подходила для него как для матёрого таёжника. «„Анти“ — против»", — утверждал он, то есть «против цивилизации». 
В 1983 году Виктор Антипин и Третьякова отправились вглубь Эвенкийской тайги, за 200 км от ближайших населённых пунктов, и кочевали в течение 4-х лет. Там у них родился сын, которого назвали Северьяном. Он умер от простуды. Через год родился ещё один сын, Иван. Он умер в шесть лет, заболев клещевым энцефалитом. Мальчик не получил медицинской помощи, так как, во-первых, до ближайшей больницы было очень далеко, и во-вторых, Антипин не отпускал Третьякову из леса под страхом смерти. Антипин говорил Третьяковой, что в естественных условиях выживает сильнейший.
14 февраля 1986 года у Антипина и Третьяковой родилась дочь. Зима была сложной, выжить удалось благодаря поимке Антипиным оленихи из проходившего стада. Из-за голода у Третьяковой не было молока, поэтому ребёнка выкормили мясом и молоком оленихи. Сперва родители хотели назвать дочь Ассолью, по Грину, но в итоге выбрали имя в честь оленихи, которая помогла семье выжить, — Оленья.
После рождения Оленьи семья перебралась в более сытые, хоть и глухие районы — на реку Бирюсу. Антипины обосновались в 12 км от посёлка Сереброво. Там Виктор Антипин временно устроился на работу в Алзамайский химлесхоз заготавливать лес и смолу. Семье выделили участок в тайге и балок (временное жилище на полозьях). На участке они выращивали овощи, а в балке площадью восемь квадратных метров проживали. Через год предприятие развалилось, и работа Антипина завершилась. Работников предприятия эвакуировали, но Антипин с семьёй отказался от эвакуации.
После этого в семье родились Виктор, Михаил и Алеся. Старшего сына Виктор Антипин решил назвать своим именем, младшего — в честь медведя, хозяина тайги. Имя дочки Алеси Антипин трактовал так: «Алое дитя леса».
Антипин, чтобы прокормить свою семью, был вынужден совершать выходы в ближайшую деревню за вещами. Он приобретал продукты питания, одежду, обувь, газеты и прочее, а рассчитывался добытыми животными, изделиями из дерева, либо выменивал на товары свой труд: заговаривал или готовил различные травы и сборы, занимался народной медициной. Домой он приносил такие газеты, как «Аргументы и факты» и «Комсомольская правда». Его семья их регулярно перечитывала и поэтому знала, что творится на Большой земле. Самыми поразительными новостями для Антипиных стали распад Советского союза и теракт в Нью-Йорке 11 сентября 2001 года. Именно эти новости не позволили Третьяковой отказаться от возвращения к людям и остаться с Антипиным в тайге.
Дети, выросшие в глухой тайге, с детства умели охотиться и ловить рыбу. В 8 лет Оленья, Виктор и Михаил ходили по «кружкам», где стояли петли на звериных бродах. Основной пищей в семье были белки, ушканы (зайцы), птицы, летом — орехи, грибы, ягоды, а также овощи с огорода и всё, что Виктор приносил из деревни. В интервью «Комсомольской правде» Третьякова рассказывала, как иногда ей приходилось варить суп из крапивы, жарить корни лопуха, печь хлеб из кабачков. 
Одежду в семье мастерили сами. Третьякова шила и перешивала одежду. Ей приходилось перешивать собственные вещи, чтобы одеть детей. 
Она учила детей читать, писать, считать; сама читала книги, которые выменивал Антипин. Некоторые произведения Третьякова помнила наизусть и могла рассказать их детям без помощи оригинального текста. Дети не были безграмотными. Оленья научилась хорошо шить, вязать, рисовать, писать песни и стихи. В её рукописном сборнике все произведения — о природе, и особенно тайге.
Ни часов, ни календарей, ни радио, ни телевизора в тайге не было. Семья вела самодельный календарь, а рождение детей отмечала по естественным природным ориентирам — восходу и заходу солнца, первой капели, перелёту птиц и опаданию листьев. Антипины отмечали праздники — дни рождения, Новый год. Специально к празднику берегли белую муку, из которой пекли калачи, вешали на ёлку, а в новогоднюю ночь торжественно съедали.
Со временем Антипин уже не мог прокормить семью, а Третьякова понимала, что её детей ждёт тяжёлая жизнь в изоляции от общества. Из-за этого в семье начались конфликты. Третьякова решила вместе с детьми уйти из тайги к людям, но Антипин её не отпускал. Старшая дочь Оленья настаивала, что ей необходима жизнь в обществе, среди других людей. 
Анна с Оленьей тайно обратились за помощью к председателю Серебровского поселкового совета Василию Обухову. Он смог вывезти семью из леса. Только Антипин отказался возвращаться к людям и остался в тайге.

## Смерть Виктора Антипина
27 марта 2004 года Виктора Антипина обнаружила мёртвым в его вагончике старшая дочь Оленья. Ещё в феврале Антипин навещал дочь в её день рождения 14 февраля. Причиной смерти стал голод. По другим данным, Виктор Антипин за три недели до своей смерти простыл и слёг в своём жилище. Он ждал, что кто-нибудь придёт, но когда отчаялся, то написал свою предсмертную записку, в которой рассказал о своих предсмертных днях и завещал, чтобы его похоронили в тайге рядом с его жильём. Виктор Антипин был похоронен в тайге в районе реки Бирюса недалеко от его жилья, по его просьбе. По словам Анны Антипиной, она понимала, что муж не выживет в тайге один, но убедить его выйти к людям не смогла. Антипин искал спонсора, который снабдил бы его всем необходимым, чтобы уйти ещё дальше в тайгу, где не ступала нога человека.

## Жизнь Анны и детей после возвращения в цивилизацию
В ноябре 2002 года Анне было тридцать шесть лет, а детям — Оленье, Вите, Мише и Алесе — соответственно шестнадцать, двенадцать, восемь лет и три года.
Анну с детьми поселили в посёлке Сереброво Тайшетского района. Там им выделили пустой деревянный дом с тремя комнатами. Анне было не на что жить: образования у неё не было, и устроиться на работу ей было непросто. Впоследствии Анна стала жить на пособия, которые получала на своих детей. Иногда летом она продавала собранные грибы, ягоды, орехи, травы. Сельчане помогали семье материально — известью для побелки стен, мукой и картошкой. Телепередача «Что хочет женщина» послала Антиповым 15 000 рублей, на которые они выкупили дом.
Дети Анны, прожив длительное время в глухой тайге, ни разу не видели простейших бытовых приборов. Например, когда Витя впервые услышал шум работающего холодильника, он сильно испугался. Ещё он мечтал увидеть поезд. Оленья ни разу не видела других детей, не считая членов её семьи, и даже не представляла, как люди могут выглядеть.
В первое время дети испытывали информационный шок. Увидев в первый раз телевизор, они смотрели его шесть часов подряд: новости, фильмы, рекламу. Встретившись со сверстниками, младшие дети стали налаживать социальные связи. 
Оленья, прожив 16 лет в тайге, неохотно общалась с ровесниками. Она делилась, что сходила на дискотеку, но ей там не понравилось: везде запах табака и перегара, матерные выражения.
На дом к Антипиным стал приходить педагог, чтобы заниматься с детьми. Оленья за один год освоила программу 1-го и 2-го классов, но отказалась от различных наук: алгебры, физики, химии и др.
У детей не было свидетельств о рождении и необходимых прививок. Анне Антипиной пришлось доказывать в суде своё материнство. Основным свидетелем по делу была Оленья, которая вместе со своим отцом принимала у матери роды младших братьев и сестры — Вити, Миши и Алеси. На суде Анна отказалась от фамилии Антипина в пользу своей девичьей фамилии Третьякова: чтобы получать длительное пособие, нужно быть матерью-одиночкой, и отцовство Виктора Антипина не было подтверждено документально. Оленья же отказалась от своего имени и получила паспорт с новым именем — Алёна.
После получения документов все дети стали учиться в школе. С этого же времени у семьи появились первые друзья, которые стали оказывать им спонсорскую помощь — семья Алексея Морозова, заместителя директора предприятия "Энергокомплект".
В 2004 году Алёна Третьякова отправилась в тайгу к своему отцу, но обнаружила его мёртвым. Алёна похоронила отца и вернулась в деревню, где стала жить своей жизнью: вышла замуж, родила дочь Таню, на 2014 год работала уборщицей в школе. Её муж младше неё на 10 лет, занимался охотой и рыбалкой, и завоевал Алёну походами в тайгу.  
Алёна стала очень религиозной. Вера помогла ей пережить смерть отца. В Библии она прочла, что мёртвые не испытывают страданий и не ведают о делах живых, поэтому покойный Виктор не может переживать из-за выбора покинуть тайгу, который совершили его дети. В интервью в 2014 году Алёна сообщала, что больше не тоскует по старой таёжной жизни, но раньше ей хотелось вернуться в тайгу. Для неё отшельничество было «счастливым детством, какого не было больше ни у кого». 
После смерти Виктора Анна Третьякова вышла замуж за местного жителя, Александра Нагорных. Она родила ещё двоих детей — дочерей Снежанну и Светлану. По состоянию на 2014 год девочки учились в школе. 
Виктор Антипин надеялся получить внешнюю помощь и принятие его эксперимента над возвращением человека в естественную среду обитания. Ему был нужен спонсор, чтобы построить новый дом. Поэтому Виктор писал много писем в Москву, в том числе Иосифу Кобзону. Но ответа ни на одно письмо Виктор не получил. В середине 2000-х Виктору Антипину стали писать письма единомышленники, но его детям приходится отвечать, что уже поздно и Виктора нет в живых.
На момент 2014 года Анна Третьякова работала сторожем в школе в посёлке Соляная. Её сыновья Витя и Миша закончили школу экстерном и отслужили в армии, после чего уехали из деревни, так как для них не было работы. Витя стал работать в соседнем посёлке на пилораме, женился, завёл ребёнка, но его отношения с матерью разладились. Миша стал работать водителем в Ангарске. Они занимаются охотой, рыбалкой, профессионального образования у них нет. Алеся училась в Иркутском колледже экономики сервиса и туризма.
В 2014 году Анна Третьякова говорила, что уход в тайгу закалил её и, возможно, спас от судьбы ребёнка из «неблагонадёжной» семьи. Анна утверждала, что была бы не против вернуться в тайгу, однако с возрастом у неё не стало сил жить в таких тяжёлых условиях. С конца 2017 года она ушла на пенсию как многодетная мать. Она начала работать социальным работником в двух деревнях. У неё с мужем свой охотничий участок в тайге. Анна получила лицензию на гладкоствольное ружьё и вместе с мужем ходит на охоту. 
Старшая дочь Оленья-Алёна развелась со своим мужем и уехала в Тайшет. Сейчас она там работает медсестрой, её дочь Таня учится в местной школе. Старший сын Виктор живёт в Тайшете, купил грузовик КамАЗ и работает. У него семья и дети. Младший сын, Михаил, в 2021 году женился, он профессиональный военный. Младшая дочь Алеся вышла замуж, она с мужем ждёт ребёнка. Младшие дочери Анны живут в Ангарске. Снежанна учится в Ангарске на кондитера, Светлана заканчивает школу. 
Дети Анны и Виктора хотя бы пару раз в год выбираются в Сереброво, помогают родителям, ходят в тайгу. Таёжный балок, в котором они прожили последние годы жизни с отцом, бережно восстановили, теперь это их заимка. Сама Анна Артемьевна Третьякова подала в соцзащиту документы на присвоение почётного знака «Материнская слава», поскольку родила и вырастила шестерых детей.